# Goniastrea pectinata
Espèce
Statut CITES
Goniastrea pectinata est une espèce de coraux appartenant à la famille des Merulinidae ou à la famille Faviidae.